# Al tuo ritorno
Al tuo ritorno è un film del 1944 diretto da William Dieterle e prodotto da Dore Schary con David O. Selznick come produttore esecutivo. La sceneggiatura era di Marion Parsonnet, sulla base di un radiodramma di Charles Martin. La colonna sonora è di Daniele Amfitheatrof e include il brano I'll Be Seeing You, che era diventato un successo di quell'anno, anche se risalente al 1938. La fotografia è di Tony Gaudio, e i costumi di Edith Head.

## Trama
Zachary Morgan è un sergente dell'esercito americano che è stato ferito sul campo di battaglia. Fisicamente guarito, l'uomo ha però riportato un trauma psichico che lo ha reso insicuro e diffidente e che va aggravandosi a causa della solitudine cui egli è costretto, non avendo né famiglia né amici. A Zachary è stato appena concesso un permesso di dieci giorni dall'ospedale militare in cui è in cura, per cercare di riadattarsi alla vita quotidiana.
Salito su un treno, l'uomo conosce Mary, una giovane donna. La ragazza ha avuto un permesso di 8 giorni per buona condotta dal penitenziario femminile in cui è reclusa. Mary è stata infatti condannata a 6 anni per aver involontariamente causato la morte di un uomo, suo principale quando lei svolgeva il lavoro di segretaria, reagendo ad un tentativo di stupro.
Durante il viaggio i due ben presto simpatizzano e Mary, alle domande di Zachary, nascondendo la sua verità, gli dice che lei è una commessa che viaggia per lavoro e si sta recando a casa degli zii a Pinehill per trascorrervi le festività natalizie. Zachary, non sapendo dove e da chi andare e attratto dalla ragazza, comprendendo inoltre che deve affrontare e risolvere il suo problema e la sua insicurezza, le dice che anch'egli si sta recando a Pinehill dove ha una sorella. Scesi alla stazione Mary, dietro richiesta dell'uomo, gli lascia il suo recapito.
In casa degli zii Sarah ed Henry Marschall e della loro giovane figlia Barbara, Mary riceve la telefonata di Zachary, che viene invitato a cena. L'accoglienza del sergente nella casa Marschall è calorosa e Zachary inizia a provare fiducia in se stesso. Più tardi l'uomo confida a Mary che lui non ha alcuna sorella, ma si è fermato a Pinehill solo per essere vicino a lei.
Ben presto i due si innamorano l'uno dell'altra, ma la ragazza ha timore di dire la verità per paura di perdere l'uomo, e dopo varie giornate trascorse insieme, la situazione precipita quando Zachary viene casualmente messo al corrente da Barbara che Mary è una detenuta e che deve ancora scontare 3 anni di carcere. L'uomo dapprima deluso, sentendo crollare il suo sogno d'amore, reagisce rendendosi conto che solo con Mary potrà riacquistare fiducia e sicurezza e quando la donna sta per rientrare nel carcere, l'aspetta di fuori rinnovandole il suo amore e promettendole che l'"attenderà".